# Cinchona ledgeriana
Cinchona ledgeriana és una espècie rubiàcia d'arbre que és planta nativa dels vessants orientals dels Andes on creix a altituds de 500 a 1.000 m a Colòmbia i Bolívia.
Pot arribar a fer de 15 a 20 m d'alt i té fulles lluents i grosses.
El seu epítet específic és per Charles Ledger descobridor que aquesta planta era una font de la quinina utilitzada contra la malària. Les llavors recollides per Ledger van ser sembrades a Índia i Java.